# سیارک ۲۳۸۷۵
سیارک ۲۳۸۷۵ (به انگلیسی: 23875 Strube، نامگذاری:1998RC77) بیست و سه هزار و هشتصد و هفتاد و پنجمین سیارک کشف شده‌است که در ۱۴ سپتامبر ۱۹۹۸ کشف شد.
قدر مطلق سیارک برابر ۱۳.۵ است.